# Diktel
Diktel (trl. Diktel, trb. Diktel) – gaun wikas samiti we wschodniej części Nepalu w strefie Sagarmatha w dystrykcie Khotang. Według nepalskiego spisu powszechnego z 2001 roku liczył on 1643 gospodarstw domowych i 8406 mieszkańców (4209 kobiet i 4197 mężczyzn).